# Brownfields
Brownfields es un lugar designado por el censo ubicado en la parroquia de East Baton Rouge en el estado estadounidense de Luisiana. En el Censo de 2010 tenía una población de 5401 habitantes y una densidad poblacional de 503,46 personas por km².

## Geografía
Brownfields se encuentra ubicado en las coordenadas 30°32′36″N 91°7′27″O / 30.54333, -91.12417. Según la Oficina del Censo de los Estados Unidos, Brownfields tiene una superficie total de 10.73 km², de la cual 10.71 km² corresponden a tierra firme y (0.14%) 0.02 km² es agua.

## Demografía
Según el censo de 2010, había 5401 personas residiendo en Brownfields. La densidad de población era de 503,46 hab./km². De los 5401 habitantes, Brownfields estaba compuesto por el 24.92% blancos, el 72.52% eran afroamericanos, el 0.3% eran amerindios, el 0.65% eran asiáticos, el 0% eran isleños del Pacífico, el 0.59% eran de otras razas y el 1.02% pertenecían a dos o más razas. Del total de la población el 1.39% eran hispanos o latinos de cualquier raza.